# Impatiens sacculata
Impatiens sacculata är en balsaminväxtart som beskrevs av Otto Warburg. Impatiens sacculata ingår i släktet balsaminer, och familjen balsaminväxter. Inga underarter finns listade i Catalogue of Life.